# جرم قريب من الأرض

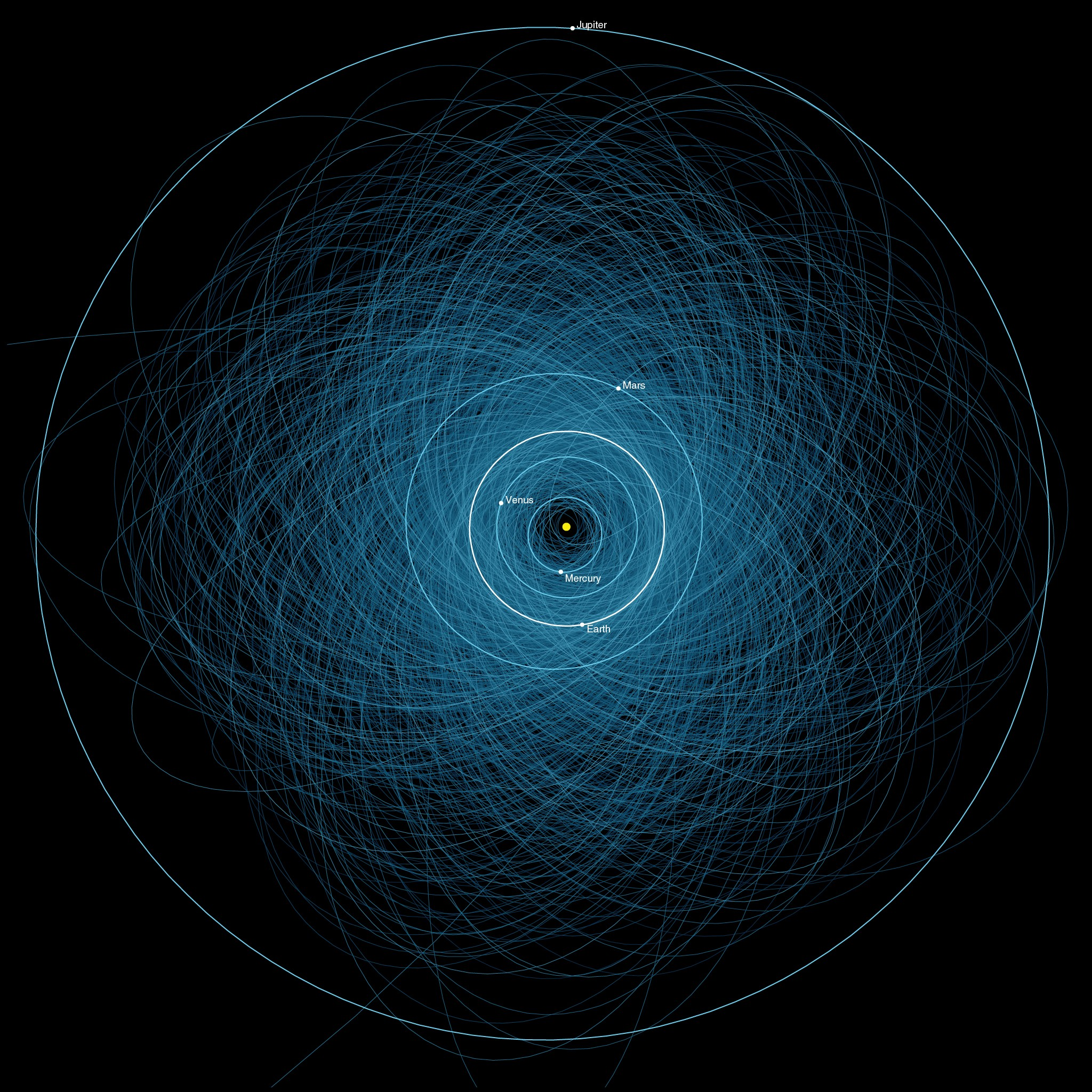
تظهر على هذه الخريطة المولَّدة حاسوبياً، مدارات جميع الكويكبات كامنة الخطر (PHAs) المسجَّلة لدى ناسا، وهي فئة من الكويكبات القريبة من الأرض التي يمكن أن تكون خطرةً على الكرة الأرضية مستقبلاً. أعِدَّت هذه الخريطة في سنة 2013، حتى ذلك الحين، كان يبلغ عدد هذه الكويكبات نحو 1,400 تظهر جميعها ضمن الصورة. تمثّل الدائرة البيضاء الواسعة مدار كوكب المشتري.

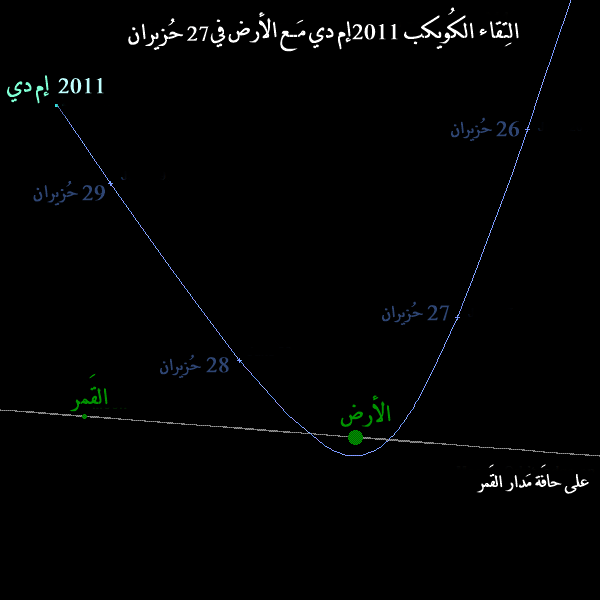
المدار المحسوب للكويكب القريب من الأرض 2011 MD عند اقترابه من الأرض.

الأجرام القريبة من الأرض (بالإنجليزية: Near-Earth objects، أو اختصاراً: NEOs) هي أجرام سماوية صغيرة نسبياً تمر مداراتها حول الشمس بنقاطٍ قريبة من كوكب الأرض. حسب التعريف الرسمي، يجب أن يدنو مدار أي جرمٍ إلى مسافة 0.3 وحدة فلكية (نحو 45 مليون كيلومتر) على الأكثر من الكرة الأرضية حتى يحوز لقب «جرم قريب من الأرض». تشمل هذه الأجرام جميع أنواع الأجسام التي تسير في الفضاء القريب من الأرض، بما في ذلك آلاف الكويكبات (تدعى اختصاراً NEAs)، وبعض المذنبات، والنيازك التي تكون كبيرة كفايةً لرصدها قبل سقوطها على الأرض، وحتى مركبات فضائية بشرية الصُّنع تدور حول الشمس. أصبحت الأجرام القريبة من الأرض محطَّ اهتمامٍ علمي متزايد منذ الثمانينيات، وذلك لازدياد إدراك العلماء للخطر المحتمل الذي يمكن أن تشكّله على الأرض في حال اصطدمت بها، وتجري حالياً مشاريع بحثيَّة عديدة لإيجاد حلولٍ في حال حدوث خطر اصطدام. سجلَّ علماء الفلك حتى الآن حوالي عشرة آلاف جرمٍ قريب من الأرض، تُصنَف 99% منها على أنها كويكبات، والباقي من المذنبات.
تقع نقطة الحضيض في مدارات الكويكبات القريبة من الأرض على مسافات تتراوح من 0.983 إلى 1.3 وحدة فلكية عن الشمس. عندما يكتشف كويكب جديدٌ منها، فإنَّ بياناته تُرسَل مركز الكواكب الصغيرة التابع للاتحاد الفلكي الدولي (الواقع في مركز هارفارد-سميثونيان للفيزياء الفلكية)، حيث تجري فهرسة الكويكب وتسجيله رسمياً. وتعتبر هذه الكويكبات خطراً على الأرض عندما يوجد أن مداراتها تتقاطَع مع مدار الأرض حول الشمس. تشغّل الولايات المتحدة والاتحاد الأوروبي ودولٌ عدة أخرى حالياً مشاريع للتأكد مما إذا كانت ستمثل أي من الأجرام القريبة من الأرض تهديداً جدياً في المستقبل، فقد حصلت وكالة ناسا مثلاً على تفويضٍ من الكونغرس الأمريكي لفهرسة أي واحدٍ من هذه الأجرام يتجاوز قطره الكيلومتر، حيث يمكن أن يسبّب ارتطام جسم فضائي بهذا الحجم أو أكثر كارثة على الأرض. حسب إحصائيات شهر فبراير من سنة 2014، كان يوجد 862 كويكب مسجَّل على مقربةٍ من الأرض، صُنٍّفت 154 منها على أنها أجرام كامنة الخطر (PHOs). حسب نتائج مسح NEOWISE (الذي تولَّى إجراءه في سنة 2011 تلسكوب وايس)، يُعتَقد أنه تم بالفعل اكتشاف 93% من جميع الكويكبات القريبة من الأرض التي تتعدى في قطرها الكيلومتر الواحد.
ينبع جزء كبير من الاهتمام بالأجرام القريبة من الأرض من كونها أجراماً كامنة الخطر (PHOs)، وهو ما يعني أنها تقترب من الأرض وتمر بمدارها بما يكفي لجعلها تشكّل خطراً حقيقياً إلى حد أو لآخر في المستقبل. في أغلب الحالات، يُصنَّف جرم على أنه كامن الخطر بناءً على معيارَين: لو كان مداره يقترب من مدار الأرض لمسافة 0.05 وحدة فلكية على الأقل (أي ما يعادل حوالي 7.5 مليون كلم)، أو لو كان قدر سطوعه المطلق 22 على الأكثر (وهو مؤشر تقريبي لحجم الجسم). أما الأجرام التي لا تقترب من الأرض هذه المسافة، والتي لا يزيد سطوعها المطلق عن هذا المقدار أو لا يتعدى قطرها 150 متراً، فهي لا تعد خطرةً بأي قدرٍ يذكر على الأرض.
إن سهولة الهبوط على العديد من الأجرام القريبة من الأرض بوقودٍ وطاقة أقل حتى من تلك المطلوبة للهبوط على القمر يجعلها أيضاً محطَّ اهتمامٍ من نواح أخرى، وإن السبب في هذا هو أولاً وقوعها على مسافةٍ قريبة من الأرض وبالتالي عدم الحاجة للفكاك من مجالها الجذبي بالكامل، وثانياً لصغر أحجام هذه الأجسام وضعف جاذبيَّتها، لذلك فقد تكون هذه الكويكبات والمذنبات أهدافاً سهلة لبحوثات فلكية وجيوكيميائية منخفضة التكاليف نسبياً، بل وقد تكون مصادر صالحةً للموارد الطبيعية إذا ما نفذت من الأرض مستقبلاً. حتى عام 2012، زارت ثلاث مركباتٍ فضائية أجراماً قريبة من الأرض، هي ملتقي الكويكبات القريبة من الأرض التابع لناسا الذي زار كويكب 433 إروس، وهايابوسا التابعة لمنظمة بحوث الفضاء اليابانية التي زارت 25143 إتواكوا، وتشانغي 2 التابعة لوكالة الفضاء الصينية التي زارت 4179 توتاتيس.

## المراقبة ولاستكشاف

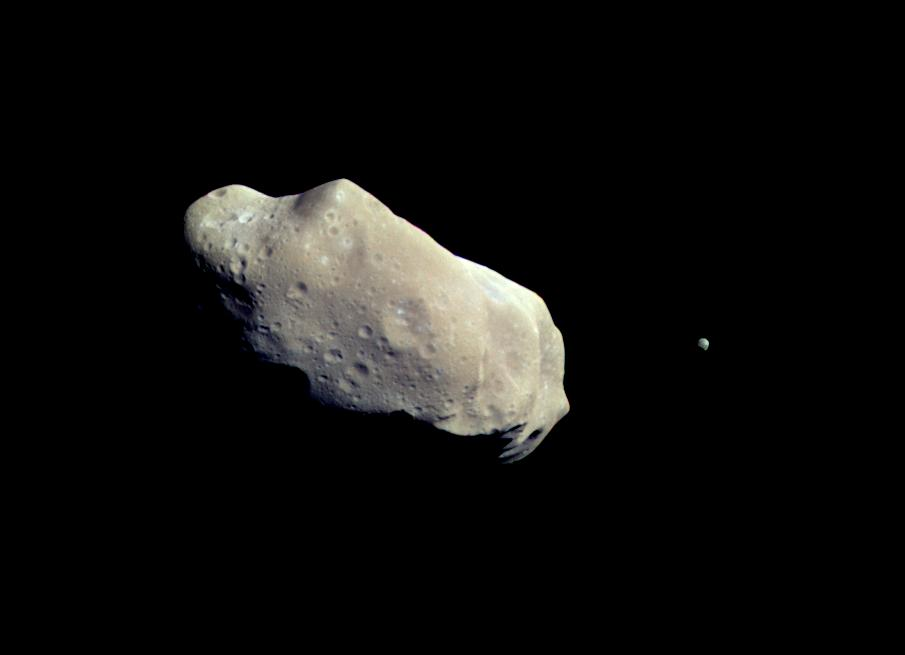
كويكب 243 إيدا، وله قمر يسمى "داكتيل".

لم يرصد البشر أو يعرفوا الأجرام القريبة من الأرض بشكلٍ علمي جيّد إلا لفترةٍ قصيرة، لا تشمل مراحلها المهمة سوى العقود القليلة الأخيرة، وهي مستمدَّة في معظمها حالياً من إدراكهم لخطر هذه الأجسام على المجتمع البشري. حالياً، تعمل وكالة ناسا وعددٌ من المنظَّمات والهيئات الأجنبية أو المستقلَّة على مسح الأجرام القريبة من الأرض بأسلوب منظَّم لتسجيل أكبر عددٍ ممكن منها، وتهتمُّ معظم هذه المشاريع بقياس مقدار الخطر الذي تمثله الأجرام على الأرض لا أكثر من ذلك.
تنتمي معظم الأجرام القريبة من الأرض إلى فئة الكويكبات، وهي أجسام لم يسبق كثيراً من قبل وأن تم استكشافها برحلات فضائية. ففي ورشة نظَّمها الاتحاد الفلكي الدولي لدراسة الكواكب الصغير بمدينة توسون، أريزونا خلال شهر مارس من سنة 1971، أعلنَ - من ضمن نتائج الورشة - أن «إطلاق مركبة فضاء إلى كويكب لا زال مشروعاً سابقاً لأوانه». مع ذلك، استمرَّت البحوث والدراسات حول ميكانيكيات مثل هذه الرحلة، لتسهيل تجهيزها في المستقبل. تظهر إحدى الدراسات التي أجريت سنة 1978 أنه ومن بين جميع الكويكبات القريبة من الأرض المعروفة آنذاك، لم تكن سوى 10 مناسبة لهبوط مركبة فضاءٍ عليها ثم إعادتها للأرض بسلام، لكن بالمقابل كانت ستستعمل المركبة طوال رحلتها طاقة أقل من الطاقة الضرورية لإرسال رحلة إلى المريخ. فلصغر حجم هذه الكويكبات، كان يمكن لأي مركبة أن تهبط مرات عدة عليها وفي مواقع مختلفة لأخذ العديد من العينات قبل أن تعود للأرض، دون الحاجة لطاقةٍ كبيرة. يُقدَّر في الوقت الحالي أن حوالي 1% من الكويكبات القريبة من الأرض المعروفة مُهيَّأة للسماح بهبوط بشرٍ عليها في المستقبل، أي ما يعادل نحو 10 كويكبات فقط.

## الخصائص

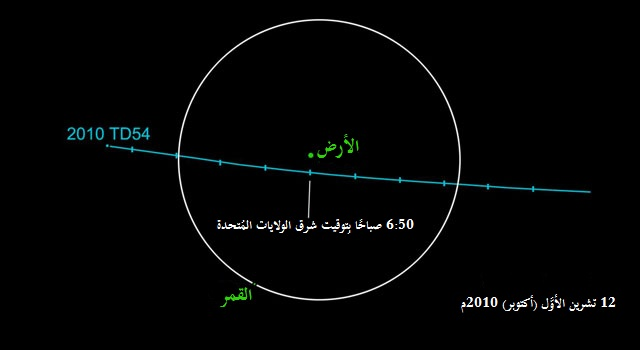
مدار كويكب 2010 TD54 في عبورٍ قريب له من الأرض.

### المدارات
تدور جميع الأجرام القريبة من الأرض حول الشمس مركز النظام الشمسي، لكن تمتاز معظمها بمداراتٍ سماويَّة شديدة الشذوذ، وذلك بسبب التأثيرات الكثيرة الموضوعة عليها. إذا كان انحراف مدار هذه الأجرام قليلاً، فإنها ستمرُّ باستمرارٍ - بطبيعة الحال - على مسافة قريب من الأرض والكواكب الصخرية الداخلية الأخرى بالنظام الشمسي، ولذا فإنَّ هذه الفئة من الكويكبات هي الأكثر تهديداً للأرض. من جهةٍ أخرى، عندما تصل هذه الكويكبات أقصى بعدها عن الشمس (الأوج) فإنَّها تقترب كثيراً من الحزام الرئيسي وكوكب المشتري، ممَّا يسبِّب لها اضطرابات مداريَّة شديدة، وتتسبَّب هذه الاضطرابات بتغيير أشكال مدارات الكويكبات مع الزَّمن، حتى تخرجها من الفضاء القريب من الأرض خلال مدة لا تتتعدى 100 مليون سنة.

### الموقع

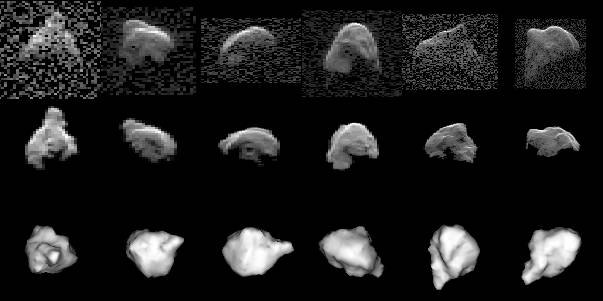
صور راديويَّة (في الأعلى) ونماذج حاسوبيَّة (في الأسفل) لكويكب 1999 JM8.

رغم أنَّ الأجرام القريبة من الأرض في معظمها صغيرة الحجم، لكنَّ اقترابها من الكوكب بدرجةٍ كبيرة عند بعض النقاط يجعلها ساطعة كفاية لتتمكَّن التلسكوبات من رصدها بسهولة، كما أنَّها ولقربها الشديد، تبدو حركتها الزاوية في السَّماء سريعة جداً (إذا ما قورنت بسرعة حركة الكواكب مثلاً)، حيث قد تتجاوز درجة كاملة في اليوم. بشكلٍ عام، إذا ما أراد الفلكيون البحث عن الكويكبات الكبيرة واللامعة فإنَّهم يفتشون عنها في أماكن حول موقع الشمس بالسماء، لأن الكويكبات - عند اقترابها من الشمس - ستصل أقصى لمعانها، من جهةٍ أخرى، يتم البحث في الجهة المعاكسة تماماً عن الكويكبات الصغيرة لأن ضوء الشمس سيغمرها ويحجبها. أما المناطق التي فيما بين ذلك، أي على بعد نحو 90 درجة من الشمس، فعادةً ما يتم تجنبُّها. على عكس الكواكب والعديد من أجرام النظام الشمسي، فإن الأجرام القريبة من الأرض لا تتركز على نحوٍ خاص حول منطقة مسار الشمس في السماء.

### التركيب
لا تُعتَبر أي من الأجرام القريبة من الأرض المعروفة حالياً أجراماً ابتدائية (أي أجرام تشكَّلت قبل ولادة الأرض)، إنَّما معظمها أجسام حديثة، نشأت عقب اصطدامات بين أجرام مختلفةٍ في حزام الكويكبات. من الشائع في العديد من تجمُّعات الكويكبات بالنظام الشمسي، أن تظلَّ الكويكبات المولودة نتيجة اصطدام واحدٍ بين جسمين قريبة من بعضها دوماً، وتكون وقتها متشابهة في خصائصها وتركيبها بالآن ذاته، فتشكّل ما يعرف بـالعائلة الاصطدامية (Collisional family)، إلا أنَّ اضطرابات مدارات الكويكبات القريبة من الأرض وشذوذها الشديد يجعل تشكُّل عائلات كويكبية من هذا النوع بجوار الأرض أمراً مستحيلاً. أما الحطام والغبار الناتج عن الاصطدامات، فإنَّه يتبعثر سريعاً بسبب القوى الجاذبية الكثيرة المؤثرة على المنطقة، ولا يترك أية تجمُّعات نيزكية. تتعرَّض الكويكبات القريبة من الأرض كثيراً لاصطدامات مع بعضها بعضاً، وحتى لو لم تكن هذه الاصطدامات قويَّة كفاية لتدمير الكويكب الأكبر حجماً أو حتى لقذف أجزاءٍ منه إلى الفضاء، فإنَّها قادرة على تغيير هيئته وتضاريسه بدرجةٍ كبيرة جداً.

## العدد وتصنيف الأجرام
| الاسم/السنة        | القدر المطلق (H) |
| ------------------ | ---------------- |
| (386259) 2008 EJ1  | 15.7             |
| (243298) 2008 EN82 | 15.5             |
| (415029) 2011 UL21 | 15.8             |
| (404108) 2012 SF51 | 15.1             |
| 2012 US136         | 15.9             |
| 2013 GJ35          | 15.8             |
| 2014 MQ18          | 15.6             |

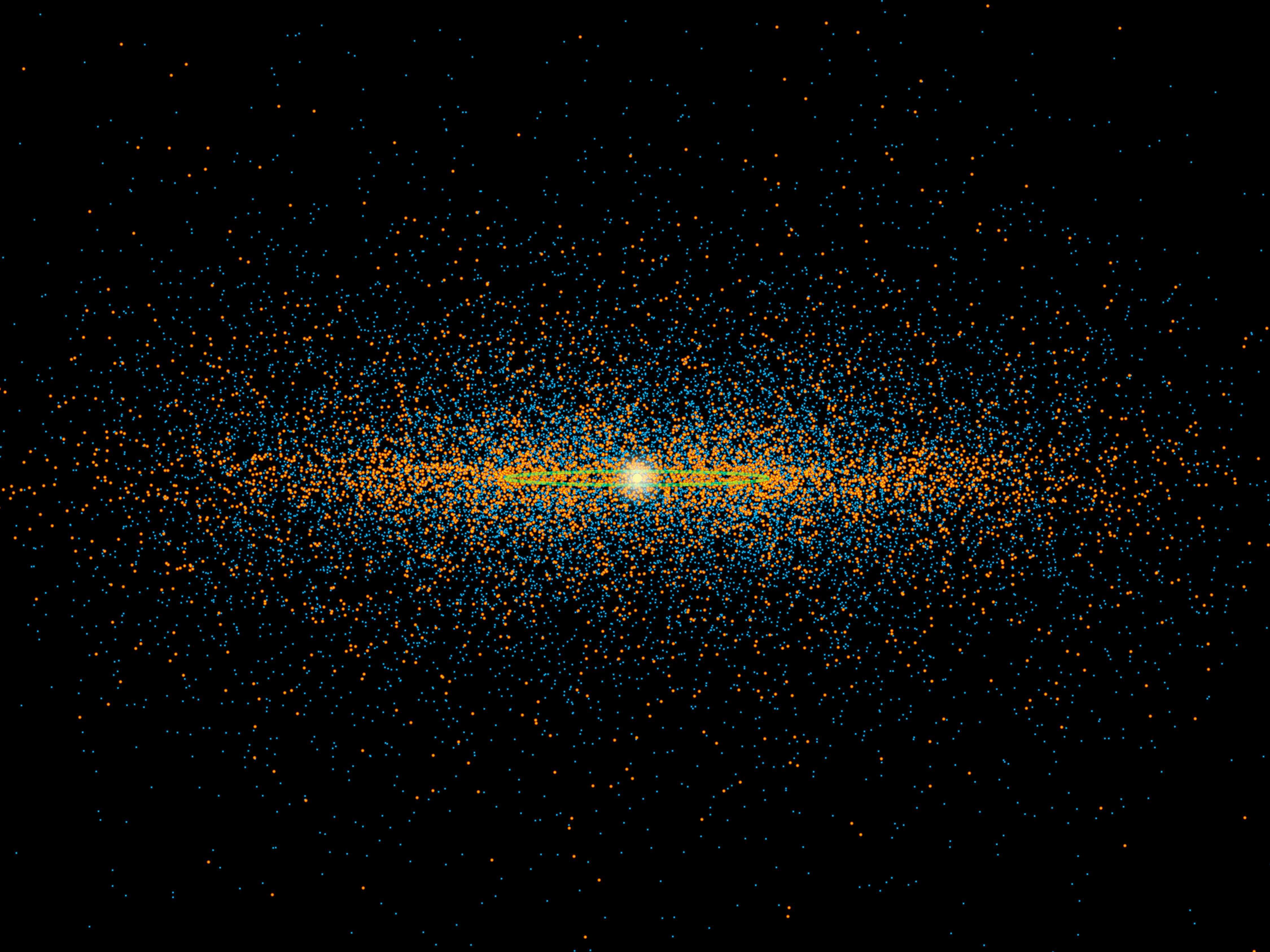
الكويكبات القريبة من الأرض، حسب أرصاد تلسكوب وايس الفضائي.

تُصَنَّف الأجرام القريبة من الأرض بحسب حجمها وطبيعة تركيبها إلى ثلاث فئاتٍ أساسية، هي: الكويكبات والنيازك والمذنبات. الغالبيَّة الساحقة من الأجرام القريبة من الأرض المسجَّلة هي كويكبات، وإن جزءاً صغيرًا. جداً منها مذنبات، أما النيازك فبسبب صغر حجمها لا يمكن تسجيلها وفهرستها، وكثيرٌ منها هي بقايا من ذيول المذنبات تسقط على شكل زخات شهب عندما تدخل غلاف الأرض الجويّ.
يوجد حالياً 10,713 جرم قريبٍ من الأرض مسجَّل لدى وكالة ناسا (بحسب إحصاءات شهر فبراير سنة 2014)، منها 94 مذنب، والباقي كلُّه من الكويكبات. وتنقسم هذه الأخيرة إلى ثلاثة عائلاتٍ كالتالي: 5,775 كويكب أبولو، و4,016 كويكب أمور، و815 كويكب آتن. من بين كل الأجرام القريبة من الأرض المعروفة، تُعَدُّ 1,458 منها أجراماً كامنة الخطر (PHOs). يوجد حالياً حوالي 1,021 كويكب معروف قريب من الأرض يتجاوز قطره الكيلومتر الواحد، لكن من جهةٍ أخرى يوجد 1,885 كويكب المعروف قطره أقل من 50 متر.
حتى شهر يوليو من سنة 2014، كان قد سُجِّل 499 كويكب قريب من الأرض على قائمة ناسا للأجرام ذات خطر الاصطدام، ويوجد عددٌ كبير من بينها - حوالي 215 في سنة 2010 - صغيرة الحجم، إذ لا يتعدى قطرها 50 متراً، لكن جميع هذه الأجرام بدون استثناءٍ تُصنَّف ضمنَ المنطقة الخضراء، أي أن درجة خطورتها لا تتعدى 1-2 على مقياس تورينو، وبالتالي فإنَّها لا تمثّل تهديداً يُذكَر على الأرض.
عندما يكون قطر الكويكب حوالي متر واحد أو أقل فإنَّ تصنيفه الرسمي يتغيَّر إلى نيزك، لكن لا يوجد بندٌ خاص للنيازك في معظم قوائم الأجرام القريبة من الأرض، إنَّما من المعتاد إجمالها مع الكويكبات. أصغر نيزك قريب من الأرض معروف حالياً هو 2008 TS26 الذي يبلغ قدره المطلق حوالي 33، وبالتالي يُقدَّر أن قطره حوالي المتر.

### الكويكبات

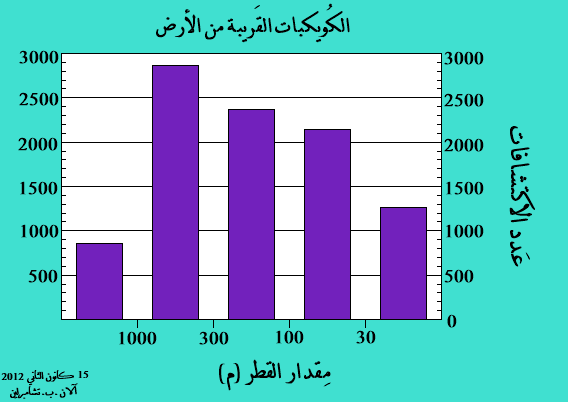
أعداد الكويكبات القريبة من الأرض حسب حجمها.

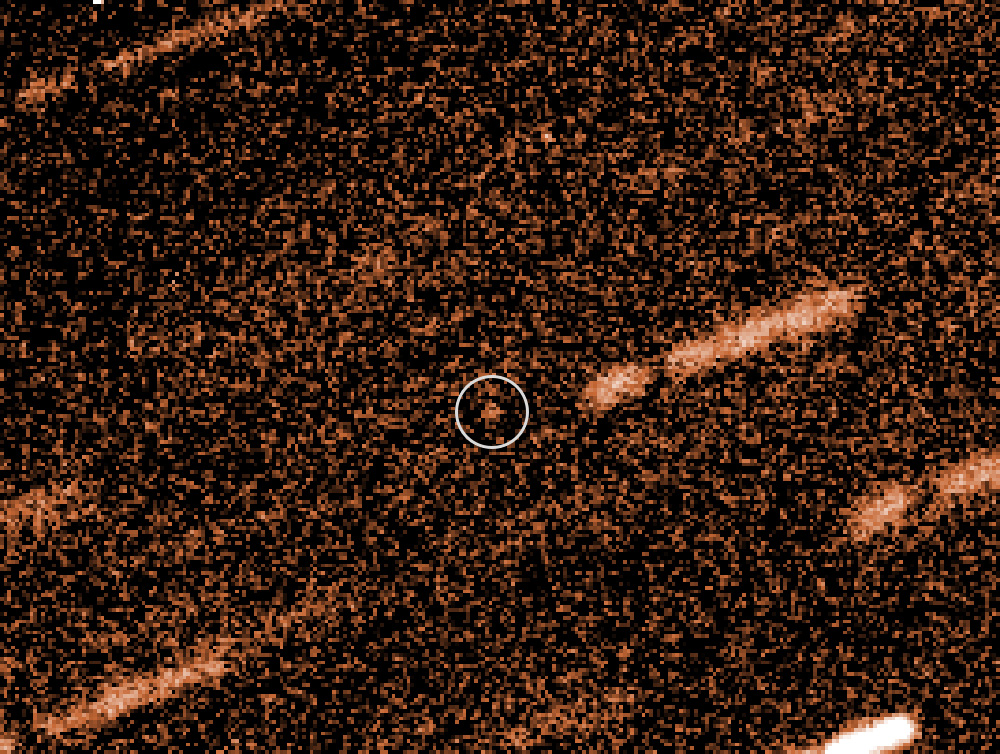
الكويكب الخافت 2009 FD عبر عدسة التلسكوب العظيم (VLT).

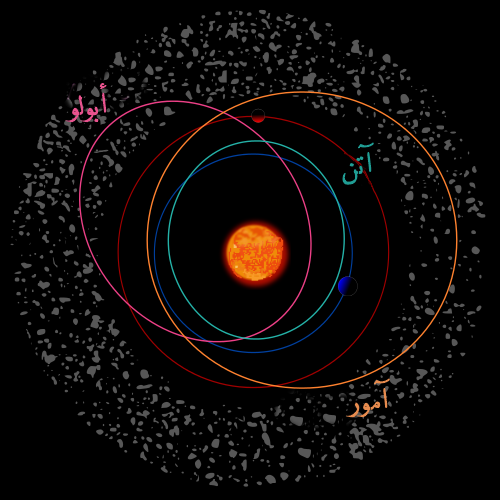
الكويكبات القريبة من الأرض بحسب تصنيفها (المبنيُّ على فتراتها المدارية).

الكويكبات القريبة من الأرض هي أجسام صخرية كبيرة الحجم، تختلف عن المذنبات بأنَّها لا تترك وراءَها ذيولاً ذائبة. حتى شهر يونيو من سنة 2014، تم تسجيل 11,052 كويكب كهذا، تتراوح بالحجم من قطر لا يتعدى المتر إلى نحو 32 كلم (قطر 1036 غانيميد، أكبر واحدٍ معروف منها). يُقدَّر عدد جميع الكويكبات القريبة من الأرض التي يتجاوز قطرها الكيلومتر بنحو الألف. تشبه هذه الكويكبات في تركيبها الكيميائي كويكبات الحزام الرئيسي الأخرى بالنظام الشمسي.
لا تحتفظ معظم الكويكبات القريبة من الأرض بمداراتها الحالية حول الشمس إلا لبضعة ملايين من السنين، إذ إنَّ جاذبية الكواكب من حولها تسبّب اضطراباتٍ قويَّة في حركتها، تنتهي إما بقذفها خارج النظام الشمسي بأكمله أو بقيادتها إلى اصطدام مع جرمٍ آخر. ممَّا يعني أنَّ أياً من هذه الكويكبات لا يبقى طويلاً في مكانه الحالي، ولذلك لا بُدَّ أن المزيد منها تأتي من حزام الكويكبات باستمرار، فهي الطريقة الوحيدة لتفسير وجود عدد جيّد من الكويكبات قرب الأرض دوماً رغم حياتها القصيرة. يتفق علماء الفلك على أنَّ مصدر الكويكبات القريبة من الأرض هو حزام الكويكبات الرئيسي (حزام ضخم من الأجرام الصغيرة يقع بين كوكبي المريخ والمشتري)، وإنَّ سبب إخراجها من الحزام وحرف مداراتها لتقترب أكثر من الأرض هو رنينها المداريُّ مع كوكب المشتري، وتأتي هذه الكويكبات بالتحديد من مناطق في الحزام تُدعَى فجوات كيركوود يحدث فيها رنين مستمرّ - أي تزامن حركة - مع المشتري. هناك ميكانيكية أخرى بدورها تدعى تأثير ياركوفيسكي تعمل باستمرارٍ على إيقاع كويكبات جديدة في فجوات كيركوود، فتتشكل بذلك دورة مستمرة تأتي بالكويكبات إلى الفضاء القريب من الأرض دون توقُّف.
تظهر الدراسات أن معظم الكويكبات كبيرة الحجم (بقطر كيلومترٍ أو أكثر) تأتي بالدرجة الأولى من الجانب الداخلي للحزام الرئيسي، وإنَّ نسبةً ضئيلة جداً منها إما من الجانب الخارجي للحزام أو بقايا مذنبات قديمة تحوَّلت إلى كويكبات. من جهةٍ أخرى، فإن النيازك الصغيرة - التي يبلغ قطرها حوالي المتر - تأتي في معظمها من الجزء الأوسط للحزام الرئيسي.
قسَّم الفلكيون الكويكبات القريبة من الأرض إلى عددٍ من الفئات المختلفة بناءً على مواقعها المدارية، أي بحسب نصف محورها الرئيسيّ (a) ومسافتي أوجها (Q) وحضيضها (q) من الشمس:
- كويكبات آتيرا: تقع جميع مداراتها ضمن مدار الأرض، وبالتالي فإنَّ على مسافة أوجها (Q) ونصف محورها الرئيسي (a) أن يكونا أقلَّ من مسافة أوج الأرض (وهو 0.983 وحدة فلكية / وف).
- كويكبات آتن: يبلغ نصف محورها الرئيسي (a) أقل من وحدة فلكية، لكنَّ مداراتها رغم ذلك تتقاطع مع مدار الأرض. رياضياً، يجب أن يكون مداراها مطابقاً لشروط a <1.0 وف وQ> 0.983 وف.
- كويكبات أبولو:يبلغ نصف محورها الرئيسي (a) أقل من وحدة فلكية، لكنَّ مداراتها رغم ذلك تتقاطع مع مدار الأرض. رياضياً، يجب أن يكون مداراها مطابقاً لشروط a> 1.0 وف وq <1.017 وف.
- كويكبات آمور تقع جميع مداراتها خارج مدار الأرض، وبالتالي فإنَّ على مسافة أوجها (Q) أن تكون أكبر من أوج الأرض (وهو 1.017 وف)، لكن لكونها أجراماً قريبة من الأرض فلا يجب أن يتعدَّى مقداره 1.3 وف.

يحدث أحياناً أن يَفقد الفلكيون مدار أحد المذنبات، ويسمى في هذه الحالة مذنباً مفقوداً. من الأمثلة على المذنبات المفقودة القريبة من الأرض مذنب 4015 ولسون-هارنغتون، الذي أضاع الفلكيون مداره منذ سنة 1949، ثم عثروا عليه مرة أخرى في سنة 1992، لكن عند اكتشافه مجدداً كان قد احترق أغلبه نتيجة اقترابه المتكرّر من الشمس فتحوَّل إلى كويكب، ليُعَاد تصنيفه ككويكب قريبٍ من الأرض (NEA). يعتقد أن عدداً من الكويكبات القريبة من الأرض نشأت من مذنبات بصورةٍ شبيهة. تحتفظ بعض من هذه الأجرام بذيلٍ باهت وراءَها، ومع ذلك لا يحدث بالضرورة وأن تُصنَّف كمذنبات قريبة من الأرض، إنما توضع في أحيانٍ كثيرة مع الكويكبات، حيث لا يوجد حد حاسم تماماً بين التصنيفين.

### المذنبات
حتي شهر فبراير سنة 2014، تم تسجيل 93 مذنَّب قريب من الأرض بحسب وكالة ناسا. ورغم أنه لم يجري من قبل تأكيد حدوث اصطدام سببه مذنب قريب من الأرض بشكلٍ حاسم، لكن من المحتمل أن اصطدام شظايا من مذنب إنكي كان سبب انفجار تونغوسكا فوق سماء روسيا سنة 1908. من الممكن أيضاً أن شظايا المذنبات كانت سبباً وراء العديد من اصطدامات الأجرام القريبة من الأرض حديثاً. رغم ذلك، يندر وأن يمرَّ مذنب بكتلته الرئيسية على مسافة قريبة من الأرض.
من المحتمل أن مصدر المذنبات القريبة من الأرض هو حزام كايبر، وهو حزام من الأجرام المتجمِّدة الكبيرة وراء كوكب نبتون.

## خطر الاصطدام بالأرض

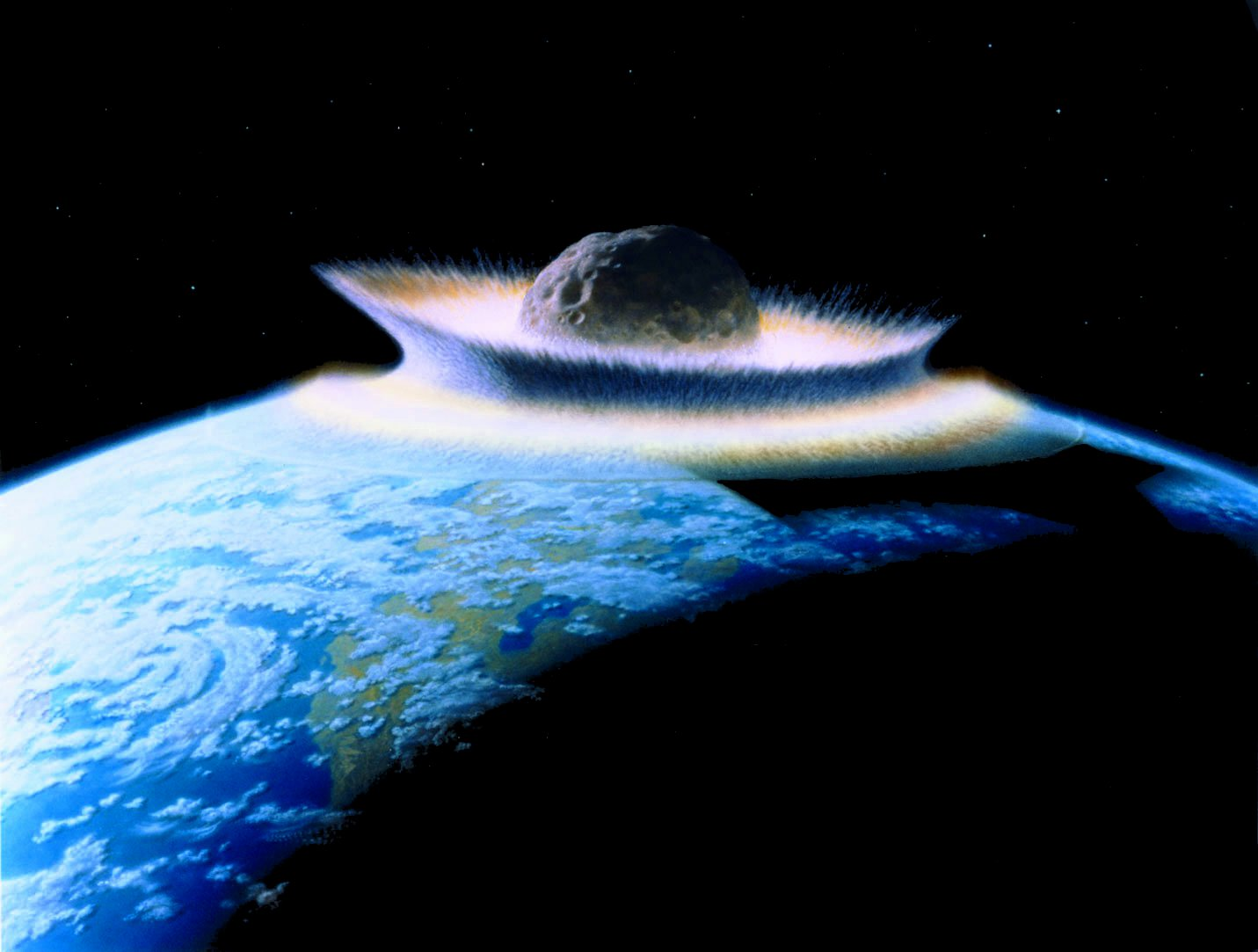
رسم تخيليٌّ لكويكب بقطر 1,000 كيلومترٍ وهو يصطدم بالأرض في العصور السَّحيقة عقب تكوُّنها.

كان يعتقد أن كويكب 99942 أبوفيس - الظَّاهر في هذه الصورة المتحرّكة - يحمل خطراً معتبراً للاصطدام بالأرض في سنة 2036، إلا أنَّ الحسابات اللاحقة أظهرت أنه لا يشكل أي خطر.

وضع حديثاً نظام قياسيٌّ لتصنيف الأجرام القريبة من الأرض وتقييم خطرها. ضمن هذا النظام، أصبح يقيَّم مقدار خطر كل جرم بناءً على عوامل مختلفة، وتم تطويره على مر الزمن، بناءً على الأرصاد المستمرة للأجرام القريبة من الأرض والمخاطر التي وجد أنها كامنة في كل منها، كما أن هذا التقييم يتأثر بصورة غير مباشرة بعوامل عديدة، منها الإمكانات التكنولوجية والموارد الاقتصادية والتقدم العلمي.
جهَّزت ناسا على مدى العقد المنصرم قائمةً يتم تحديثها دورياً، تنصُّ على حجم الخطر الذي يشكله كل جرم قريبٍ من الأرض معروف للعلماء في الوقت الحالي، وعلى مدى احتمالية اصطدام أي من هذه الأجرام بالأرض خلال الـ100 سنة القادمة. يمكن القول أن الغالبية الساحقة من هذه الأجرام حالياً مرشَّحة لتزال تماماً من على قائمة الخطر بمجرَّد إجراء دراسات إضافية تعطي فكرة أكثر دقَّة عن حركتها، حيث أن قياسات مدارات هذه الأجرام لا زالت بعيدة عن الدقة.

### معدلات الاصطدام
في الوقت الحالي، تعد الكويكبات القريبة من الأرض هي أكثر أجرام الفضاء الخارجي خطراً على الكرة الأرضية والأعلى بمعدلات الاصطدام، حيث أنها مسؤولة عن أكثر من 95% من الاصطدامات التي تحدث على الأرض. تضرب كويكبات صخرية يبلغ قطرها نحو أربعة أمتار سطح الأرض مرَّة في العام تقريباً. من جهة أخرى، تضربها الكويكبات الأكبر قليلاً - ذات قطر السبعة أمتار مثلاً - مرة كل 5 أعوام، ويولّد اصطدام كويكب مثل هذا طاقة مماثلةً لطاقة قنبلة الولد الصغير (القنبلة النووية التي أطلقت على هيروشيما)، أو ما يماثل أثر حوالي 15 كيلوطن من المتفجّرات مجتمعة. لكن هذه الكويكبات لا تسبُّب أذى يذكر لسكان الأرض، لأنها غالباً ما تنفجر في الطبقات العلويَّة من الغلاف الجوي، وعندها تتبخر غالبية شظاياها. كل فترة تتراوح بالمتوسّط من 2,000 إلى 3,000 سنة، يصطدم بالأرض كويكب يولّد انفجاره ما يعادل 10 ميغاطن، وهو مقدارٌ قد يكون قريباً في قوَّته من انفجار تونغوسكا الذي وقع سنة 1908. رغم ذلك، لا تصطدم الكويكبات الكبيرة - التي يصل قطرها إلى نحو الكيلومتر الواحد - بسطح الأرض إلا مرة كل حوالي 500,000 سنة، ولا يصطدم كويكب بقطر أكثر من 5 كيلومترات سوى مرة كل مليوني عام.
على افتراض أنَّ هذه المعدَّلات ستستمرُّ على حالها مستقبلاً، يمكن افتراض أن 2,000 كويكب قطره حوالي الكيلومتر ستصطدم بالأرض خلال المليار سنة القادمة. لكن حتى الآن، لم تصبح هذه الكويكبات أجراماً قريبة من الأرض بالأساس، بل لا زالت عالقةً في الحزام الرئيسي بين كوكبي المريخ والمشتري، ولن تقترب من الأرض حتى مضيِّ ملايين السنين (تبدأ الكويكبات القريبة من الأرض حياتها من الحزام الرئيسي، حيث تنتقل منه بعد مرور وقت طويل لتقترب من الأرض)، ممَّا يجعل تصنيفها كأجرامٍ كامنة الخطر على الأرض غير ممكن.

### الأجرام الأكثر خطورة

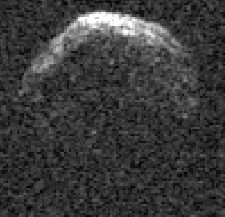
كويكب (29075) 1950 دا مصوَّر بأشعة الراديو. كان هذا الجرم الوحيد في التاريخ الذي حظي بتقييمٍ أعلى من 0 على مقياس بالميرو.

في 24 ديسمبر سنة 2004، حاز كويكب 99942 أبوفيس (والذي كان معروفاً آنذاك بتسميته المؤقتة 2004 MN4) على تقييم خطرٍ من درجة 4 بمقياس تورينو، وهو أعلى تقييم حازه أي جرم قريبٍ من الأرض قطّ. بحسب المعلومات الواردة حينها، كان يوجد احتمال 2.7% لارتطام كويكب أبوفيس بالأرض في 13 أبريل سنة 2029. رغم ذلك، لم تكد تمض أربعة أيام على هذا الإعلان حتى أعيد النظر بمدى إمكانية الاصطدام، وأظهرت حسابات جديدة أجريت بناءً على بيانات لم تكن متاحة بالبداية أن احتمالية الاصطدام بالحقيقة هي صفر، وأن أبوفيس لن يشكل أي خطرٍ على الأرض في سنة 2029. أعيد ضبط مقياس تورينو في شهر أغسطس سنة 2006، ليُخفَّض احتمال اصطدام أبوفيس بالأرض في عام 2036 أيضاً من 1 إلى 0. أما على مقياس بالميرو فتقييمه الحالي هو -3.2.
الجرم القريب للأرض الوحيد حتى الآن الذي حاز حتى الآن تقييماً أعلى من صفر على مقياس بالميرو هو كويكب (29075) 1950 دا، والذي من الممكن أن يمرَّ على مقربةٍ شديدة م نالأرض أو يصطدم بها (باحتمالية ≤ 0.003) في سنة 2880. لكن ونظراً لعدم معرفة العلماء حالياً لاتجاه دورانه الذاتيّ، فإنَّ الاحتمالات الممكنة هي إما أن يمر على مسافة عشرات ملايين الكيلومترات من الأرض، أو أنَّه سيصطدم بها باحتمالية 1 إلى 300. رغم ذلك، كون الحدث لا زال في المستقبل البعيد جداً - بعد ثمانية قرون - فإنَّه رهن كبير للتطورات التقنية والعلمية التي يمكن أن تحدث حتى ذلك الحين. كما وقد كان أول جرم حظي بتقييم إيجابي - خطورة أعلى من 0 - على مقياس بالميرو هو كويكب 89959 2002 أن تي 7، الذي أظهرت البيانات الأولية عند اكتشافه أن هناك فرصة 1 في المليون لاصطدامه بالأرض في الأول من فبراير سنة 2019، إلا أنَّ الحسابات اللاحقة أثبتت أنه سيمرُّ في ذلك التاريخ بسلامٍ على مسافة 0.4078 وف (حوالي 60 مليون كلم) من الأرض.

### مقاييس الخطر

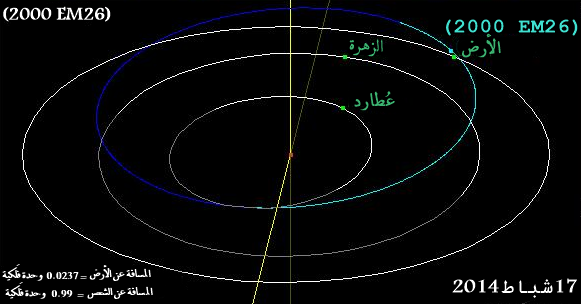
يقطع الكويكب 2000EM26 أثناء دورانه حول الشمس مدار الأرض فضلاً عن مدارات كوكبي الزهرة وعطارد، مثله في ذلك مثل العديد من الكويكبات القريبة من الأرض.

توجد طريقتان علميَّتان لتقييم خطر اصطدام الأجرام القريبة من الأرض:
- مقياس تورينو البسيط للحالات العامَّة.
- مقياس بالميرو التقني لخطر الاصطدام الأكثر تعقيداً، عند الحاجة للدقَّة.

يستعمل مقياس بالميرو المعادلة التالية لتقدير عدد الاصطدامات السنوية التي تتجاوز طاقتها قيمة E ميغاطن:
{\displaystyle f_{B}=0.03E^{-0.8}\;}
فعلى سبيل المثال، تنصُّ هذه المعادلة على أنَّ القيمة المتوقعة للزمن الباقي لاصطدام جرمٍ بالأرض تكون طاقته أكبر من 1 ميغاطن هي 33 سنة، وعندما يحدث هذا الاصطدام، فإنَّ هناك فرصة 50% أن تتجاوز طاقته بالواقع 2.4 ميغاطن. مع ذلك، لا تعمل هذه المعادلة بشكلٍ صحيح على جميع قيم E.
رغم ذلك، تمكنت ورقة بحثية أخرى - نشرت في سنة 2002، وهي نفس سنة اختراع مقياس بالميرو - من إيجاد قانون مختلف لحساب طاقة الاصطدام يستعمل ثلاثة ثوابت مختلفة:
{\displaystyle f_{B}=0.00737E^{-0.9}\;}
مع ذلك، تعطي هذه المعادلة قيماً أقلَّ بشكلٍ ملحوظ من المعادلة الولى لأي قدرٍ من E. فعلى سبيل المثال، تعطي معدلاً للاصطدامات من فئة 10 ميغاطنات أو أكثر (وهو مقدار معادلٌ لقوَّة انفجار تونغوسكا) مقداره مرة كل 1,000 سنة، بدلاً من المرة كل 210 سنوات التي تعطيها معادلة مقياس بالميرو الأصلية. رغم ذلك، توحي تقديرات الباحثين الآخرين - المتراوحة من مرة كل 400 إلى 1,800 سنة - بخلافٍ كبير حول هذه المعدلات.

### مشاريع الحماية

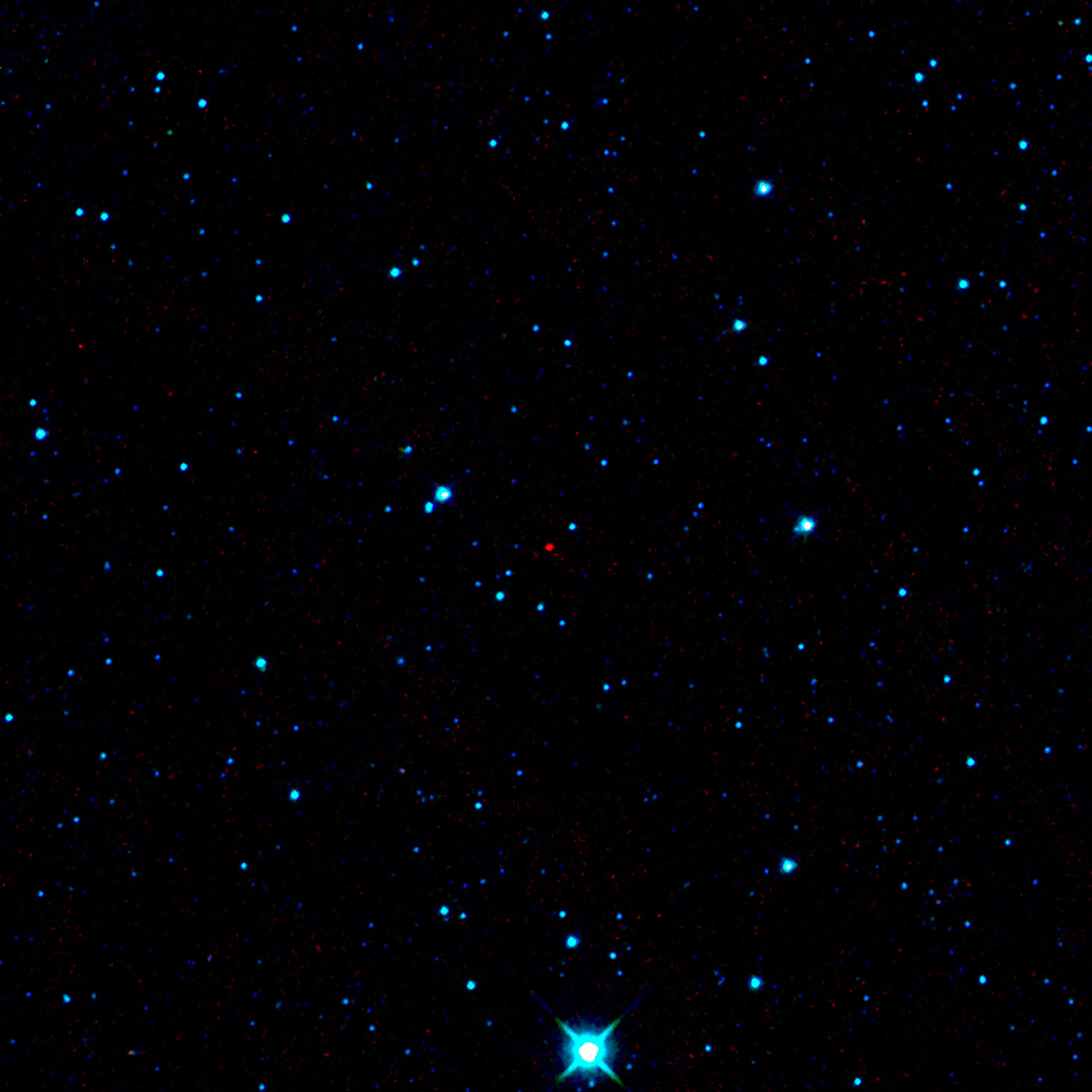
كويكب 2010 AB78 في السماء معلَّماً باللَّون الأحمر، وهو كويكب متوسّط الحجم يبلغ قطره نحو كيلومتر واحد. التقطت هذه الصورة التي تحقَّق بها الاكتشاف بتلسكوب وايس (مستكشف الأشعة الحمراء عريض المجال) التابع لوكالة ناسا.

تخصِّص حكومة الولايات المتحدة حالياً ميزانية 4 ملايين دولار كل عامٍ لمشاريع البحث عن الأجرام القريبة من الأرض وفهرستها، حيث تُصرَف معظم هذه الميزانية على تشغيل وصيانة مراصد لإجراء مسوحاتٍ للسَّماء بحثاً عن هذه الأجرام، وتعتبر الولايات المتحدة لذلك الدولة الوحيدة في العالم للآن التي لديها مشروع حكوميٌّ يسعى لتسجيل وفهرسة الأجرام القريبة من الأرض. رغم وجود عددٍ من المراصد المخصَّصة لمهمَّة تسجيل هذه الأجرام في الولايات المتحدة، إلا أنَّ العديد من المراصد الأخرى تستعمل أحياناً لإجراء مهام تتعلَّق برصد هذه الأجرام. في سنة 1998، منح الكونغرس الأمريكي وكالة ناسا تفويضاً لتصنيف وتسجيل 90% من جميع الأجرام القريبة من الأرض التي يتجاوز قطرها الكيلومتر الواحد بحدود سنة 2008، بفرض الاتقاء منها ومعرفة خطر كل واحدٍ منها، كما منح الكونغرس الوكالة تفويضاً ثانياً بعد ذلك بسبع سنواتٍ لتسجيل 90% من الأجرام التي يتجاوز قطرها 140 متراً بحدود سنة 2020 (رغم ذلك، فإنَّ تحقيق هذا الهدف الثاني يتطلَّب معدَّات وتلسكوبات أكثر تطوراً ممَّا هو متوافر حالياً لدى ناسا، وبالتالي فإن بلوغه يتلطب تمويلاً إضافياً كبيراً).

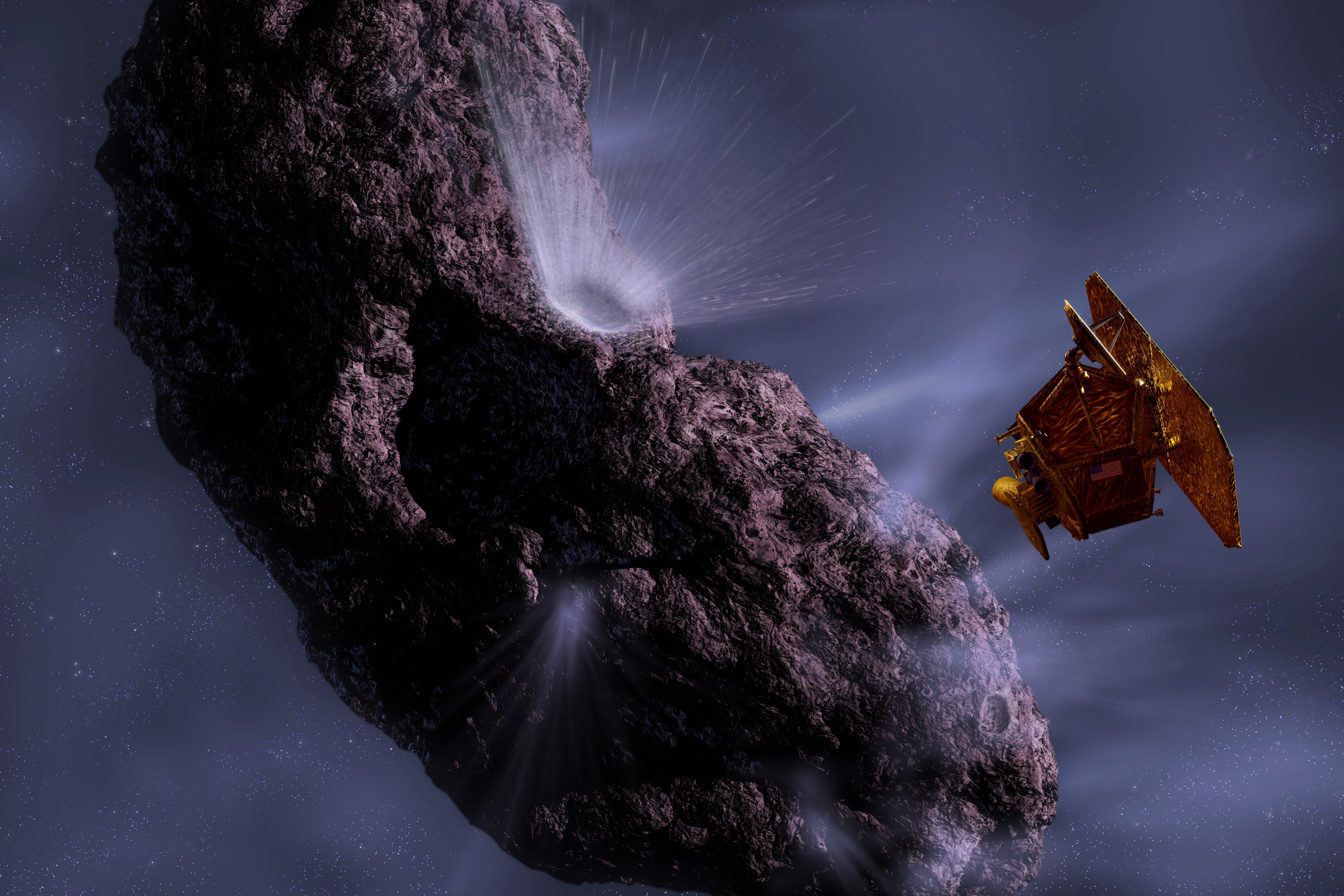
رسم تخيليٌّ لاصطدام مركبة ديب إمباكت (Deep impact) الفضائيَّة بمذنَّب تمبل 1، كان هذا الحدث التجربة الواقعية الوحيدة التي يمكن منها معرفة مدى إمكانية حرف مسار جرمٍ سماوي بمركبة بشريّة الصنع، وأثبتت التجربة إمكانية ذلك (رغم أنَّ هذا لم يكن هدفها الأساسي، إنما كان اكتشاف التركيب الداخلي للمذنب).

رغم ذلك، فإنَّ تقديرات عدد الكويكبات القريبة من الأرض كثيرة وبعيدة عن الدقة بنواحٍ عدة، وهي دائمًاً ما تتغير مع تطور المعلومات المتاحة ووسائل جمعها، لذلك، فإنَّ العديد من علماء الفلك يؤيدون عدم إيقاف مشاريع البحث عن هذه الأجرام حتى بعد وصول غاياتها الأولية. حتى سنة 2011، اكتشف 911 كويكب قريب من الأرض بقطرٍ أكبر من الكيلومتر، ويُقدَّر أن هذا العدد يعادل نحو 93% من جميع هذه الكويكبات، ممَّا يعني أن ناسا قد حقَّقت بالفعل هدفها الأول (يمكن تحديد نسبة الكويكبات المكتشفة وتلك الباقية لاكتشافها ببعض المعادلات الرياضية، حيث تستعمل نماذج حاسوبية تتنبَّأ بنسبة الكويكبات من حجمٍ معيَّن التي قد يمكن اكتشافها عند إجراء مسحٍ للسماء مع أخذ مناطق المسح وتطور المعدات بعين الاعتبار). تشغّل ناسا حالياً - بالتعاون مع وكالاتٍ ودول أجنبية - برنامج حراسة الفضاء (Spaceguard) الذي يسعَى للكشف عن أكبر عددٍ ممكن من الأجرام القريبة من الأرض وتسجيلها، أملاً بتلافي خطرها مستقبلاً، وأحد أشهر أفرع هذا البرنامج هو مشروع بحث لنكولن عن الكويكبات القريبة من الأرض (أو اختصاراً: LINEAR)، الذي أطلق في سنة 1996، وهو مسؤول حالياً عن نحو 65% من اكتشافات كويكبات النظام الشمسي سنوياً. يتألف عتاد مشروع لاينير من تلسكوبين بقطر متر واحد وتلسكوب بقطر نصف متر، متمركزين في نيومكسيكو.
مع ذلك، فإنَّ هذه المشروعات تقتصر على مراقبة الأجرام القريبة من الأرض، لكن لا يوجد حتى الآن مشروع فعَّال لإيجاد آلية حقيقيَّة لإنقاذ الأرض من جرمٍ على وشك الاصطدام بها، إذ لا زالت جميع الجهود المبذولة بهذا الخصوص محض بحوثٍ نظريَّة على نطاقٍ ضيّق لا تحظى إلا بتمويلٍ ضئيل، وسيستغرق تطويرها زمناً طويلاً. حتى لو نجحت مشاريع مسح الأجرام القريبة من الأرض باكتشاف جسمٍ على وشك الاصطدام بها، فإنَّه لا بُدَّ أن يتم هذا الاكتشاف قبل سنين عديدةٍ إلى عشرات السنين من تاريخ الاصطدام، وإلا فإنَّ الوقت لن يكون كافياً لاتخاذ أيَّة إجراءات. حتى هذه اللَّحظة، لم يعمل أيُ مشروع معروف - سواء حكومي أو مستقل - على بناء آلاتٍ أو تكنولوجيا واقعيَّة لحماية الأرض من اصطدامٍ وشيك. رغم كل ذلك، لا زالت الأبحاث جاريةً في هذا المجال، وثمَّة عدد من الآليات المقترحة نظرياً لتلافي الاصطدام، تركّز معظم هذه الآليات على خيارٍ من اثنين: إما تدمير الجرم الذي يهدِّد الأرض، أو تغيير اتجاهه.

## اقرأ أيضاً
- قائمة الكواكب الصغيرة العابرة لمدار الأرض
- جرم كامن الخطر.
- مركز الكواكب الصغيرة.
- 99942 أبوفيس.
- (29075) 1950 دا.
- شبيه القمر.
- بحث لنكولن عن الكويكبات القريبة من الأرض.
- قائمة المذنبات الدورية.
- 2022 EB5
- كويكب 2009 JF1
- كويكب 2006 QV89
- كويكب 2023 CX1
- منظمة النيازك الدولية